# Изалучни басен
Изалучни басен је субмарински басен везан за вулканске лукове и субдукционе зоне. Налазе се на неким конвергентним границама тектонских плоча, у данашње време концентрисаним углавном у западном делу Тихог океана. Највећи број ових басена резултат је тензије узроковане повлачењем океанског рова и колапса граничног дела тектонске плоче. Постојање изалучних басена није било предвиђено теоријом тектонике плоча, али су они конзистентни са моделом како Земља губи топлоту.

## Карактеристике
Изалучни басени су обично веома дугачки (неколико стотина до неколико хиљада километара) и веома уски (неколико стотина километара). Ограничена ширина изалучних басена вероватно је последица тога што магматска активност зависи од воде и индуковане конвекције унутар мантла, а оба су концентрисана веома близу субдукционе зоне. Брзине ширења варирају од неколико центиметара за годину дана, до чак 15 центиметара годишње. У овим гребенима стварају се базалти веома слични базалтима који настају на средњоокеанским гребенима; главна разлика је у томе што су базалти из изалучних басена често врло богати магматском водом, док су базалти средњоокеанских гребена веома суви. Велики садржај воде у базалтима изалучних гребена последица је тога што вода директно долази у контакт са магмом, у току процеса субдукције. Додатни извор воде могао би бити еклогитизација амфибола и микашиста унутар субдукујуће плоче.

## Формирање и седиментација
Сматра се да изалучни басени настају као последица процеса повлачења дубокоморског рова (trench rollback). Овај термин описује релативно кретање субдукционе зоне уназад у односу на смер кретања субдукујуће тектонске плоче. Пошто се зона субдукције и, са њом везан, дубокоморски ров повлаче уназад, плоча испод које се врши субдукција се шири и на тај начин истањује кору, чиме се формира изалучни басен. Седиментација у овом басену је строго асиметрична, при чему највећи део седимената потиче од активног магматског лука, који се такође повлачи уназад, упоредо са повлачењем дубокоморског рова. 